# Corazón salvaje (telenovel·la de 1993)
Corazón salvaje és una telenovel·la mexicana produïda per José Rendón per a Televisa. Va ser transmesa en l'horari estel·lar d'El Canal de las Estrellas des del 5 de juliol de 1993 fins al 18 de febrer de 1994.
Va ser protagonitzada per Edith González i Eduardo Palomo, amb les actuacions antagòniques de Ana Colchero, Ariel López Padilla, Arsenio Campos i la primera actriu Claudia Islas. Va comptar amb les actuacions estel·lars de César Évora, Isaura Espinoza, Yolanda Ventura, les primeres actrius Luz María Aguilar, Queta Lavat i Queta Carrasco i els primers actors Julio Monterde i Enrique Lizalde.

## Argument
La història es desenvolupa a començaments del segle xx, a Puerto Vallarta, que serà testimoni del naixement d'una passió sublim, profunda i màgica, protagonitzada per dos joves que poden semblar molt diferents, però que estan lligats pel llaç de la sang. És la tercera adaptació per a televisió feta per María Zarattini del clàssic de Caridad Bravo Adams, sobre el llegendari triangle amorós entre dues joves comtesses, Mónica i Aimée, amb el fill il·legítim d'un ric terratinent, Juan del Diablo.
Juan del Diablo i Andrés Alcázar y Valle són fills del mateix padre, Francisco Alcázar y Valle, un ric cavaller amo de la hisenda Campo Real, productora de canya de sucre. Però el primer és il·legítim, fruit de la seva relació preamarital amb la dona d'un pobre pescador; mentre que el segon és el seu fill legítim concebut amb la seva esposa, Sofía Molina, dama de societat sofisticada, però malvada i mentidera. Juan, sobrenomenat "del Diablo" per la seva personalitat salvatge i conflictiva, va ser criat de manera abusiva pel pescador després de la mort de la seva dona, qui li ha pres un odi terrible a ell i al seu pare.
Francisco s'assabenta de l'existència de Juan i manifesta en una carta el seu desig de reconèixer-lo com el seu fill i donar-li una llar digna al noi, però Sofia s'oposa terminantment i el menysprea. Francisco parteix a lliurar-li la carta a Noel Mancera, el seu advocat i lleial amic, però en el camí sofreix un accident en el seu cavall. Mentre agonitza, li fa prometre al seu fill Andrés que voldrà i acceptarà a Juan com el seu germà. Francisco mor i Sofía amaga la carta amb pany i clau, i després repudia i expulsa Juan de la hisenda.
Passats els anys, la Comtessa Doña Catalina Montero vídua d'Altamira i les seves dues filles, les comtesses Mónica i Aimée, tornen a Veracruz per a complir la promesa que ella i la seva cosina Doña Sofia es van fer anys enrere: el matrimoni acordat entre Mónica i el seu cosí Andrés. Mónica és una jove dolça i sensible, molt oposada a la seva germana Aimée, frívola i interessada. Mónica ha viscut enamorada d'Andrés, però ell s'enamora de Aimée i la prefereix com a esposa, malgrat l'acord entre la seva mare i la seva tia. Mónica, humiliada, decideix entrar a un convent. Aimée, malgrat haver-se compromès amb Andrés, és amant de Juan, que s'ha convertit un robust pirata i bandoler que viu a la vora de la mar i maneja un vaixell de la seva propietat, sobrenomenat "El Satán". El seu caràcter intrèpid i salvatge no ha canviat, i quan veu a la sensual Aimée comença un apassionat idil·li amb ella. Quan Juan ha de sortir en un viatge de negocis, la fa prometre que l'esperarà i al seu retorn es casaran. No obstant això, comença a córrer el rumor que Juan va ser capturat < l'exterior i condemnat a 10 anys de treballs forçats. Aimée, sabent els beneficis que li portarà ser l'esposa d'Andrés, després de saber la notícia oblida la seva promesa i finalment es casa amb ell. Sabent de la seva absència, Espíndola, el cap de la presó, Baptista, el capatàs de Camp Real, Alberto de la Serna, l'ambiciós amic d'Andrés, i Guadalupe Cajiga, amo del prostíbul del poble, fan negocis empresonant la gent de Juan i venent-los per a treballs forçats a les hisendes veïnes. Azucena, la jove protegida de Juan, és enviada amb Guadalupe Cajiga al prostíbul i aquest abusa d'ella. Finalment, Mónica és rebutjada al convent i se'n va amb la seva mare a passar un temps a la hisenda amb Andrés i Aimée.
Quan Juan torna del seu viatge convertit en milionari, s'assabenta de la traïció de Aimée i furiós per haver estat enganyat, decideix anar a la hisenda del seu germà per a portar-la-hi per la força. Andrés, que no sap res del seu parentiu amb Juan ni de l'aventura que aquest va tenir amb la seva esposa, però que ho recorda amb afecte de la infantesa, decideix emprar-ho com a nou administrador de Campo Real. Aviat s'assabenta que la seva gent ha estat capturada, i els rescata fent ús de la seva autoritat d'administrador i l'ajuda legal de Don Noel. És en aquestes circumstàncies que Juan i Mónica es comencen a acostar, perquè ella per a evitar una tragèdia, convenç Juan que deixi en pau a la seva germana.
Després d'escapar de la casa de Cajiga, Azucena emmalalteix i és trobada a l'entrada de Campo Real per Mónica, i ella i Juan es dediquen a cuidar-la. Quan es recupera, Aimée i Sofia es troben a l'habitació de Juan buscant Azucena, i aquesta li diu a Sofia que Aimée era la dona de Juan abans d'anar-se'n, per la qual cosa comença a odiar-la i li exigeix a ella, a Mónica i a la seva mare que no s'atreveixin a revelar aquest enamoriscament. Creient que Juan segueix interessat en emportar-se a Aimée, Sofía tracta de comprar-ho i convèncer-lo d'anar-se'n, però ell li diu que només ho farà a canvi que ella li doni el cognom Alcázar y Valle, i ella no té una altra sortida que acceptar. Com Mónica ja no serà monja, Andrés vol reparar la seva ofensa casant-la amb el seu amic Alberto de la Serna. Al mateix temps s'assabenta que Juan en realitat és el seu germà i que va tenir un indecent romanç amb una senyoreta que viu a la hisenda. Naturalment, Andrés pensa que es tracta de Mónica, ja que sempre la va veure darrere d'ell sense saber que estava demanant-li que marxés i deixés en pau a Aimée. A causa d'aquest malentès, Mónica és empesa a casar-se immediatament. Ella accepta per a protegir a Andrés i a la seva germana de la vergonya i l'escàndol, però decideix casar-se amb Juan en comptes d'Alberto, perquè ell i Aimée no tinguin la idea de fugir junts.
Juan accepta casar-se amb Mónica després d'obtenir el seu cognom, i perquè comença a sentir amor cap a ella, i a poc a poc Mónica descobreix en Juan que darrere d'aquesta façana d'home salvatge i perillós, s'amaga un home bondadós i tendre, amb un cor salvatge però noble. Però la felicitat està molt lluny d'arribar, ja que Aimée no es resigna a perdre Juan i comença a intrigar per a separar-los, igual que Azucena, que estima a Juan des que ell es va convertir en el seu protector en saber-la sola, a més d'Andrés, que descobreix l'engany de la seva dona i decideix venjar-se.

## Repartiment
- Edith González - Condesa Mónica De Altamira Montero de Alcázar y Valle
- Eduardo Palomo - Juan "del Diablo" Alcázar y Valle / Francisco Alcázar y Valle
- Ana Colchero - Condesa Aimée Carlota De Altamira Montero de Alcázar y Valle
- Ariel López Padilla - Carlos Andrés Francisco Alcázar y Valle Molina
- Enrique Lizalde - Noel Mancera
- Claudia Islas - Sofía Molina Vda. de Alcázar y Valle
- Luz María Aguilar - Condesa Catalina Montero Vda. de De Altamira
- Arsenio Campos - Alberto de la Serna
- Ernesto Yáñez - Bautista Rosales
- Yolanda Ventura - Azucena
- Javier Ruán - Guadalupe Cajiga
- César Évora - Marcelo Romero Vargas
- Isaura Espinoza - Amanda Monterrubio Vda. de Romero Vargas
- Verónica Merchant - Mariana Romero Vargas / Mariana Mancera
- Olivia Cairo - Juanita
- Emilio Cortés - Serafín Campero
- Ana Laura Espinosa - Lupe
- Gerardo Hemmer - Joaquín Martínez
- Jaime Lozano - Segundo Quintana
- Adalberto Parra - Capitán Espíndola
- Alejandro Rábago - Pedro
- Gonzalo Sánchez - Facundo Gómez "El Tuerto"
- Mónika Sánchez - Rosa
- Indra Zuno - Meche
- Antonia Marcin - Dolores Peñaloza de Altamira
- Julio Monterde - Fra Domingo
- Queta Lavat - Mare Superiora
- Arturo Paulet - Llic. Mondragón
- Joana Brito - Ana
- Maribel Palmer - Teresa
- Queta Carrasco - Doña Prudencia Santa María
- María Dolores Oliva - Tehua
- Juan Antonio Llanes - Juez Esperón
- Conchita Márquez - Sor Juliana
- Geraldine Bazán - Mónica (nena)
- Julián de Tavira - Juan (nen)
- Christian Ruiz - Andrés (nen)
- Baldovino
- Alicia del Lago
- Felio Eliel
- Charito Granados
- Nelly Horsman
- Carl Hillos
- Araceli Cordero
- Julián Velázquez

## Premis

### Premis TVyNovelas 1994
| Categoria                                   | Nominat(a)                                  | Resultat   |
| ------------------------------------------- | ------------------------------------------- | ---------- |
| Millor telenovel·la                         | José Rendón                                 | Guanyador  |
| Millor actriu protagonista                  | Edith González                              | Guanyadora |
| Millor actor protagonista                   | Eduardo Palomo                              | Guanyador  |
| Millor primera actriu                       | Claudia Islas                               | Guanyadora |
| Millor primer actor                         | Enrique Lizalde                             | Nominat    |
| Millor revelació femenina                   | Ana Colchero                                | Guanyadora |
| Millor revelació femenina                   | Yolanda Ventura                             | Nominada   |
| Millor revelació masculina                  | Ariel López Padilla                         | Guanyador  |
| Millor revelació masculina                  | César Évora                                 | Nominat    |
| Millor tema musical                         | Manuel Mijares                              | Guanyador  |
| Telenovel·la de major èxit als Estats Units | Telenovel·la de major èxit als Estats Units | Guanyadors |

### Premis El Heraldo de México 1994
| Categoria                 | Nominat(a)     | Resultat  |
| ------------------------- | -------------- | --------- |
| Millor telenovel·la       | José Rendón    | Guanyador |
| Millor actor en televisió | Eduardo Palomo | Guanyador |

### Premis TP d'Or 1994
- Millor telenovel·la[4]

### Premis Telegatto (Itàlia) 1995
| Categoria                                   | Resultat   |
| ------------------------------------------- | ---------- |
| Millor telenovel·la de l'any emesa a Itàlia | Guanyadora |

### Premis ACE 1994
| Categoria                   | Nominat(a)     | Resultat   |
| --------------------------- | -------------- | ---------- |
| Millor actor                | Eduardo Palomo | Guanyador  |
| Millor coactuació femenina  | Claudia Islas  | Guanyadora |
| Millor coactuació masculina | Arsenio Campos | Guanyador  |
| Més ben director            | Alberto Cortés | Guanyador  |

### Premis Eres 1994
| Categoria                  | Nominat(a)     | Resultat   |
| -------------------------- | -------------- | ---------- |
| Millor telenovel·la        | José Rendón    | Guanyador  |
| Millor actriu estel·lar    | Edith González | Guanyadora |
| Millor actor estel·lar     | Eduardo Palomo | Guanyador  |
| Millor actriu co-estel·lar | Ana Colchero   | Guanyadora |